# Mattias Tesfaye
Mattias Tesfaye (ur. 31 marca 1981 w Aarhus) – duński polityk, poseł do Folketingetu, od 2019 minister.

## Życiorys
Syn etiopskiego imigranta. W 2001 ukończył szkołę techniczną (Aarhus Tekniske Skole) w zawodzie murarza. Praktykował w przedsiębiorstwie Skanska. Zajął się także działalnością publicystyczną jako bloger oraz autor kilku pozycji książkowych: Livremmen (2004), Vi er ikke dyr, men vi er tyskere (2010), Kloge hænder – et forsvar for håndværk (2013) i Velkommen Mustafa – 50 års socialdemokratisk udlændingepolitik (2017). Pracował w organizacjach związkowych, w latach 2006–2007 był przewodniczącym 3F Ungdom, organizacji młodzieżowej związku zawodowego Fagligt Fælles Forbund.
Działalność polityczną rozpoczynał w komunistycznej partii Danmarks Kommunistiske Parti/Marxister-Leninister. W 2005 przeszedł do ugrupowania Czerwono-Zieloni. W 2008 dołączył natomiast do Socjalistycznej Partii Ludowej, w latach 2010–2012 pełnił funkcję jej wiceprzewodniczącego. W 2013 został członkiem Socialdemokraterne. W 2015 z ramienia socjaldemokratów po raz pierwszy uzyskał mandat posła do Folketingetu, z powodzeniem ubiegał się o reelekcję w kolejnych wyborach w 2019 i 2022.
W czerwcu 2019 został ministrem ds. imigracji i integracji w gabinecie Mette Frederiksen. W maju 2022 w tym samym rządzie przeszedł na urząd ministra sprawiedliwości, zastępując Nicka Hækkerupa. W grudniu tegoż roku powołany na ministra ds. dzieci i edukacji w drugim rządzie dotychczasowej premier.